# すずはらかのん
すずはら かのん 2002年06月29日-は、日本の女性マルチタレントである。株式会社ディーセブンスエンターテイメント所属。
北海道はこだて観光大使、ミスアキバ2021グランプリ、千葉県八千代市村上団地PR大使、市営函館けいりん宣伝大使 、函館市公認ご当地アイドル、江戸ねこ茶屋初代公式レポーター、函館心霊大使など様々な役職を務める。 愛称は「すずのん」「のんちゃん」
冠ラジオ番組、すずはらかのんのバズリサイタマ、すずはらかのんのバズミッションなどメインパーソナリティとしてラジオ番組を放送してきた。
マルチタレント、女優、アイドル

## 主な経歴
4歳でピアノを始める
2006年、各地のイベント、お祭りに出演する。ダンススタジオ所属
2014年、株式会社ディーセブンスエンターテイメント所属。函館市公認ご当地アイドルの主メンバーとして活動を開始。担当カラーはピンク。
各地のお祭りや学校祭などに出演等、テレビや新聞、全国紙にも掲載されるなど精力的な活動を行う。
活動は1度も休んだ事はない。
全国誌「アイドル図鑑」に掲載される。
2016年、DreamLover、アゼリアハートサンライズ、ぽむりんの兼任を経て、本格的にソロでの活動をスタートする。
2016年、MVF表彰式にて各コンテンツ賞、3冠に輝く。 
2017年4月、函館市公認はこだて観光大使に就任。
2017年8月、オーディションで1位を勝ち取り日本代表として初の海外進出を果たす。
（シンガポール）(ロンドン)
2018年、千葉県八千代市村上団地PR大使に就任。
2018年5月、左足を怪我
2018年、オーディション⇒面談審査で1位を勝ちとり江戸ねこ茶屋初代公式レポーターに就任。
2018年、FMラジオコーナー「すずはらかのんのかのらじ！」放送スタート
2019年、グラビジョンレーベルから1stDVD「花音〜ハナオト〜」発売
2019年8月、右足首を怪我
2019年、映画 アイドル三国志battle 今野梨花役
2019年、はこだて競輪宣伝大使就任
2019年12月、両足を手術
2020年、地上波ラジオ番組「すずはらかのんのバズミッション」放送開始
2020年11月23日、ミスアキバ2021グランプリに輝く
2021年04月、冠ラジオ番組「すずはらかのんのバズリサイタマ」放送開始
2021年08月23日、ドラマ「茶碗の湯」夏海梨々子役
2021年10月、すずはらかのんがGalaxyオーナーの生誕をお祝いしてみた2021開催
2022年4月〜6月 3ヶ月連続新曲発表
2022年6月、生誕ワンマンライブ RE:START 2022開催
2022年7月、ドラマ「コンカフェ好きぴ」出演
2022年8月1日、劇場版「魔祓」公開ミナ役
2022年10月、「富津接続殺人事件」南あいな役
2022年12月25日、新曲発表ヴァージン・スノー
2023年3月12日、新曲W発表《パパ》《栞》
2023年5月5日、新宿キースタジオにて｢ギャンビーノ×2｣デビュー、闇の国のお嬢様、担当カラーは水色。
2023年6月24日、｢ヴァージン・スノー／パパ｣｢椿姫伝説・ヒトリヒラリ｣ CD発売
2023年6月25日、生誕生バンドワンマンライブ〈HAPPY BIRTHDAY〉開催
2023年6月29日、｢ヴァージン・スノー｣ミュージックビデオ公開
2023年7月8日-9日、Galaxy2号店となる｢秋葉原Galaxy｣のオープン
2023年10月15日、新宿Cat's holeで開催されたギャンフェスvol.6をもってギャンビーノ×2の活動を終了。
2023年11月7日〜 TOKYO MX2 ドラマ「ワンハウス2」放送開始 北条にこ役
ワンハウス主題歌「ヒトリヒラリ」選ばれる。
2023年12月31日、すずはらかのんの大晦日無料ライブ×カウントダウンTV
2024年3月7日〜放送開始、TVドラマ『私タイムトラベルできるんです！』 松宮祥子役
2023年3月21日、チバテレキャストウォッチ 出演
2024年3月23日、ワンハウス劇場版放映
2024年4月4日、チバテレドラマ 「死神ちゃん」カリスマ店員 麗華役
2024年4月7日、西川口Galaxyの5周年Anniversaryイベント
2024年4月21日、函館ワンマンライブ開催〜30曲目の新曲発表「夢見草」
2024年5月31日、同じくギャンビーノ×2の元メンバーだった初咲里奈とアマノガワプリンセスを結成、7月7日デビュー予定。
2024年6月29日、Amekoiリリース、同日生誕ワンマンライブ〜リアルバースデーの魔法開催
2025年6月29日、うさレターリリース、同日生誕ワンマンライブ〜Sunflower in June 開催

## 人物
「江戸時代からやってきた、お茶屋の娘」「和」
ステージ衣装は主に和をコンセプトにデザインしたものである。イメージカラーは「桜色」。将来的な夢はエンターテイナー。
好きなものは、天体観測、オルゴール、お料理、写真を撮ること、動物
チャームポイントは、八重歯と鼻の横のほくろ。
ツインテールとピンクインナーが目印。
ファン名は「すずのこ」
愛称は「すずのん」「のんちゃん」

## 楽曲
- HAKO☆RAKI
- Heart Breeze
- DEEP LOVE STORY
- ラブリークエスト
- Happy my Angel
- 全力妄想少女
- 恋する乙女のシンフォニー
- リトルガーデンの花が咲く頃に
- 君色恋愛模様
- 江戸恋ロマンス
- サクラセンカ
- サイケドリーム
- Heart Breeze (アコースティックVer.)
- 大江戸すずはら物語
- ヒトリヒラリ
- お祭りいこうかな？
- 恋する乙女のシンフォニー2021
- 令和ロマンス
- DEEP LOVE STORY2021
- 片想いアンドロイド
- 桜うさぎは夢のなかで
- 今夜星を見上げるキミヘ
- ラブラブレボリューション
- 椿姫伝説
- 大正乙女シュギ
- Christmas Bell
- ヴァージン・スノー
- パパ
- 栞
- 今宵のキミを抱いた日
- 夢見草
- スターダストパレード
- Amekoi
- うさレター

## 主な出演
- 2014年
  - 函館テレビ「NCVドキュメンタリーテレビ」出演[2]
  - 北海道新聞「みなみ風」掲載[2]
  - 全国誌「アイドル図鑑」掲載[2]
- 2016年
  - 8月6日 - 2周年記念ワンマン開催[2]
  - 12月 - 北海道テレビHTB×朝日新聞　イチオシ「道内で頑張る18才」出演[2]
- 2017年
  - 3月14日 - 赤坂BLITZ「東京ボーイズコレクション」メインMC[2]
  - 5月6日 - 日本武道館「アイドル博2018」出演[2]
  - 6月25日 - 東京「バースデーパーティ&バースデーワンマンライブ」開催[2]
  - 8月10日 - 東京「上野水上音楽堂」出演[2]
  - 8月13日 - 東京「3周年ライブ×ワンマンライブ」開催[2]
  - 8月22日 - 神奈川・川崎クラブチッタ出演[2]
  - 8月24日 - 新宿BLAZE出演[2]
  - 9月 - 北海道・函館新聞掲載[2]
  - 9月18日 - ディーセブンスpresents「函館ガールズミュージアム×函館ワンマン」出演[2]
  - 10月23日 - 赤坂BLITZ出演[2]
  - 11月 - ロンドン公演(HYPER JAPAN X’mas)[2]
- 2018年
  - 5月
    - 「生テレオーディショングランプリ!」出演[2]
    - 滋賀県情報誌 表紙(中面)モデル掲載[2]

### 映画
- アイドル三國志BATTLE（2019年10月、オメガフィルム）‐ 今野梨花 役[7]